# 246913 Slocum
246913 Slocum è un asteroide della fascia principale. Scoperto nel 1998, presenta un'orbita caratterizzata da un semiasse maggiore pari a 2,5406717 UA e da un'eccentricità di 0,2195807, inclinata di 12,14954° rispetto all'eclittica.